# Dawson Walker
Pour les articles homonymes, voir Walker.
Dawson Walker, né le 14 mars 1916 à Dundee en Écosse et mort le 17 août 1973, est un entraîneur de football écossais.

## Biographie
En 1958, il prend provisoirement les rênes de l'équipe d'Écosse, qui doit disputer la Coupe du monde 1958 en Suède, et ce pour pallier l'absence du sélectionneur Matt Busby, blessé à la suite du crash aérien de Munich (qui causa la mort du plusieurs joueurs de Manchester United).